# 南線 (葡萄牙)
南線（葡萄牙語：Linha do Sul）是葡萄牙一條連結里斯本至阿爾加維的鐵路線。首段由Pinhal Novo至Setúbal在1861年啟用。往Funcheira的路線在1920年5月25日啟用。2003年起接入里斯本，經4月25日大橋跨過塔霍河。
Pinhal Novo至Funcheira段起初屬薩杜線的一部分，直至1992年Barreiro經Vendas Novas及Beja至聖安東尼奧皇家城定為南線。